# 細見直樹
細見 直樹（ほそみ なおき、1981年5月12日 - ）は、京都府京都市出身の元プロ野球選手（捕手）。

## 来歴・人物

### プロ入り前
1999年、比叡山高校で、横浜ベイスターズに所属していた村西哲幸とバッテリーを組み春・夏の甲子園に出場するも、両大会とも初戦で優勝校にあたり敗れた。
同年秋のドラフト会議で、ヤクルトスワローズから4位指名を受けて入団。スワローズは3位で米野智人を指名しており、育成に時間のかかる高卒の捕手を2人同時に指名するという極めて異例のドラフトを行っている。野口祥順の1位指名、藤井秀悟の逆指名のために、当初は1位指名も噂された米野をあきらめて細見に指名を確約したところ、米野が3位でも残っていたためにこのような指名になったと言われている。背番号は米野が51、細見が52と、何かと比較される二人が背番号でも隣り合わせになることになった。

### プロ入り後
2000年は15試合、2001年は41試合出場に留まるなどなかなか出場機会に恵まれなかった。2003年までは毎年米野より少ない出場となっている。
2004年は春先に怪我で出遅れたが、フレッシュオールスターゲームで高校時代にバッテリーを組んだ村西と再びバッテリーを形成した。同年は米野が一軍に所属することもあり、故障者も出たため、初めて米野より多い61試合に出場しファームの正捕手クラスの存在感を示した。そのことが評価され、10月3日の中日戦で1軍公式戦初出場を果たした。初打席は三振に終わったが、その裏のイニングでは守備にもついた。
2005年は飛躍が期待されたが、右膝の故障で大きく出遅れることになった。オフに手術を行っている。2006年はリハビリに取り組んでいたものの、オフに戦力外通告を受け任意で引退を表明した。

## 詳細情報

### 年度別打撃成績
| 年 度     | 球 団     | 試 合 | 打 席 | 打 数 | 得 点 | 安 打 | 二 塁 打 | 三 塁 打 | 本 塁 打 | 塁 打 | 打 点 | 盗 塁 | 盗 塁 死 | 犠 打 | 犠 飛 | 四 球 | 敬 遠 | 死 球 | 三 振 | 併 殺 打 | 打 率 | 出 塁 率 | 長 打 率 | O P S |
| --------- | --------- | ----- | ----- | ----- | ----- | ----- | -------- | -------- | -------- | ----- | ----- | ----- | -------- | ----- | ----- | ----- | ----- | ----- | ----- | -------- | ----- | -------- | -------- | ----- |
| 2004      | ヤクルト  | 1     | 1     | 1     | 0     | 0     | 0        | 0        | 0        | 0     | 0     | 0     | 0        | 0     | 0     | 0     | 0     | 0     | 1     | 0        | .000  | .000     | .000     | .000  |
| 通算：1年 | 通算：1年 | 1     | 1     | 1     | 0     | 0     | 0        | 0        | 0        | 0     | 0     | 0     | 0        | 0     | 0     | 0     | 0     | 0     | 1     | 0        | .000  | .000     | .000     | .000  |

### 記録
- 初出場・初打席：2004年10月3日、対中日ドラゴンズ27回戦（ナゴヤドーム）、8回表に鎌田祐哉の代打として出場、三振

### 背番号
- 52 （2000年 - 2006年）